# Mircea Buciu
Mircea Buciu (n. 7 februarie 1907, Dozești, România – d. 27 februarie 1970) a fost un cântăreț de operă român, distins cu titlul de artist emerit.

## Distincții
- Ordinul Muncii clasa a II-a (19 aprilie 1952) „pentru zelul și munca depusă în realizarea spectacolului «Rusalka» la un nivel artistic excepțional”[1]
- titlul de Artist Emerit al Republicii Populare Române (19 noiembrie 1952)[2]
- Ordinul Meritul Cultural clasa a II-a (12 septembrie 1968) „pentru merite deosebite în activitatea muzicală”[3]